# Marius Alexe
Marius Silviu Alexe (ur. 22 lutego 1990 w Bukareszcie) – piłkarz rumuński grający na pozycji napastnika. Od 2015 jest zawodnikiem klubu Kardemir Karabükspor.

## Kariera klubowa
Karierę piłkarską Alexe rozpoczął w klubie Dinamo Bukareszt. Początkowo sporadycznie grał w rezerwach tego klubu w drugiej lidze, w których swój debiut zaliczył 3 czerwca 2006 w meczu z Universitateą Craiova. Nie mając na koncie debiutu w pierwszym zespole Dinama został w 2008 roku wypożyczony do drugoligowej Astry Ploiești i w 2009 roku awansował z nią do pierwszej ligi. W barwach Astry zanotował debiut w pierwszej lidze. Miał on miejsce 2 sierpnia 2009 w spotkaniu z Pandurii Târgu Jiu (0:1).
Jesienią 2009 Alexe wrócił do Dinama. 12 września 2009 zadebiutował w nim w ligowym spotkaniu, domowym, przegranym 0:1 z Oțelulem Galați. 27 lutego 2010 w meczu z Internaționalem Curtea de Argeș (3:1) strzelił swojego pierwszego gola w barwach Dinama.
W 2013 roku Alexe został wypożyczony do US Sassuolo, beniaminka Serie A. W 2015 przeszedł do Kardemir Karabüksporu. Był z niego wypożyczany do ŽP Šport Podbrezová i Aris Limassol.
| Sezon   | Klub                 | Kraj     | Rozgrywki                 | Mecze | Bramki |
| ------- | -------------------- | -------- | ------------------------- | ----- | ------ |
| 2005/06 | Dinamo II Bukareszt  | Rumunia  | Divizia B                 | 1     | 0      |
| 2006/07 | Dinamo Bukareszt     | Rumunia  | Divizia A                 | 0     | 0      |
| 2007/08 | Dinamo Bukareszt     | Rumunia  | Liga I                    | 0     | 0      |
| 2008/09 | Dinamo II Bukareszt  | Rumunia  | Liga II                   | 1     | 0      |
| 2008/09 | Astra Ploiești       | Rumunia  | Liga II                   | 23    | 6      |
| 2009/10 | Astra Ploiești       | Rumunia  | Liga I                    | 3     | 2      |
| 2009/10 | Dinamo Bukareszt     | Rumunia  | Liga I                    | 25    | 5      |
| 2010/11 | Dinamo Bukareszt     | Rumunia  | Liga I                    | 25    | 4      |
| 2011/12 | Dinamo Bukareszt     | Rumunia  | Liga I                    | 27    | 5      |
| 2012/13 | Dinamo Bukareszt     | Rumunia  | Liga I                    | 31    | 15     |
| 2013/14 | US Sassuolo          | Włochy   | Serie A                   | 6     | 0      |
| 2014/15 | Dinamo Bukareszt     | Rumunia  | Liga I                    | 26    | 6      |
| 2015/16 | Dinamo Bukareszt     | Rumunia  | Liga I                    | 1     | 0      |
| 2015/16 | Kardemir Karabükspor | Turcja   | Süper Lig                 | 31    | 7      |
| 2016/17 | Kardemir Karabükspor | Turcja   | Süper Lig                 | 1     | 0      |
| 2016/17 | ŽP Šport Podbrezová  | Słowacja | 1. Liga                   | 1     | 0      |
| 2017/18 | Aris Limassol        | Cypr     | Protathlima A’ Kategorias | 9     | 0      |
| 2017/18 | Kardemir Karabükspor | Turcja   | Süper Lig                 |       |        |

## Kariera reprezentacyjna
W swojej karierze Alexe występował w reprezentacji Rumunii U-21. W dorosłej reprezentacji zadebiutował 29 marca 2011 roku w wygranym 3:1 meczu eliminacji do Euro 2012 z Luksemburgiem.